# دقوم
دقوم (به فرانسوی: Drom) یک کمون در فرانسه است که در ان (اوورنی-رون-آلپ) واقع شده‌است. دقوم ۷٫۷۸ کیلومتر مربع مساحت دارد ۳۲۰ متر بالاتر از سطح دریا واقع شده‌است.